# 岡本礼子
岡本 礼子（おかもと れいこ、1956年 - ）は、日本の画家、保育士。広島文教大学非常勤講師。 英国立美術家協会名誉会員。ちゅーピーカルチャー東広島講師。アトリエREIレイ主宰。鮮やかな青で描いたバラの絵画で知られる。

## 経歴
広島県出身。
安田女子短期大学保育科卒業。武蔵野美術大学造形学部卒業。
2005年に約30年間保育士を退職。その後フランスで画家・ポール・アンビーユに師事。
2005年、スペイン美術賞展優秀賞を受賞。2008年には日仏現代美術賞展銀賞受賞。2011年には二科展特選。

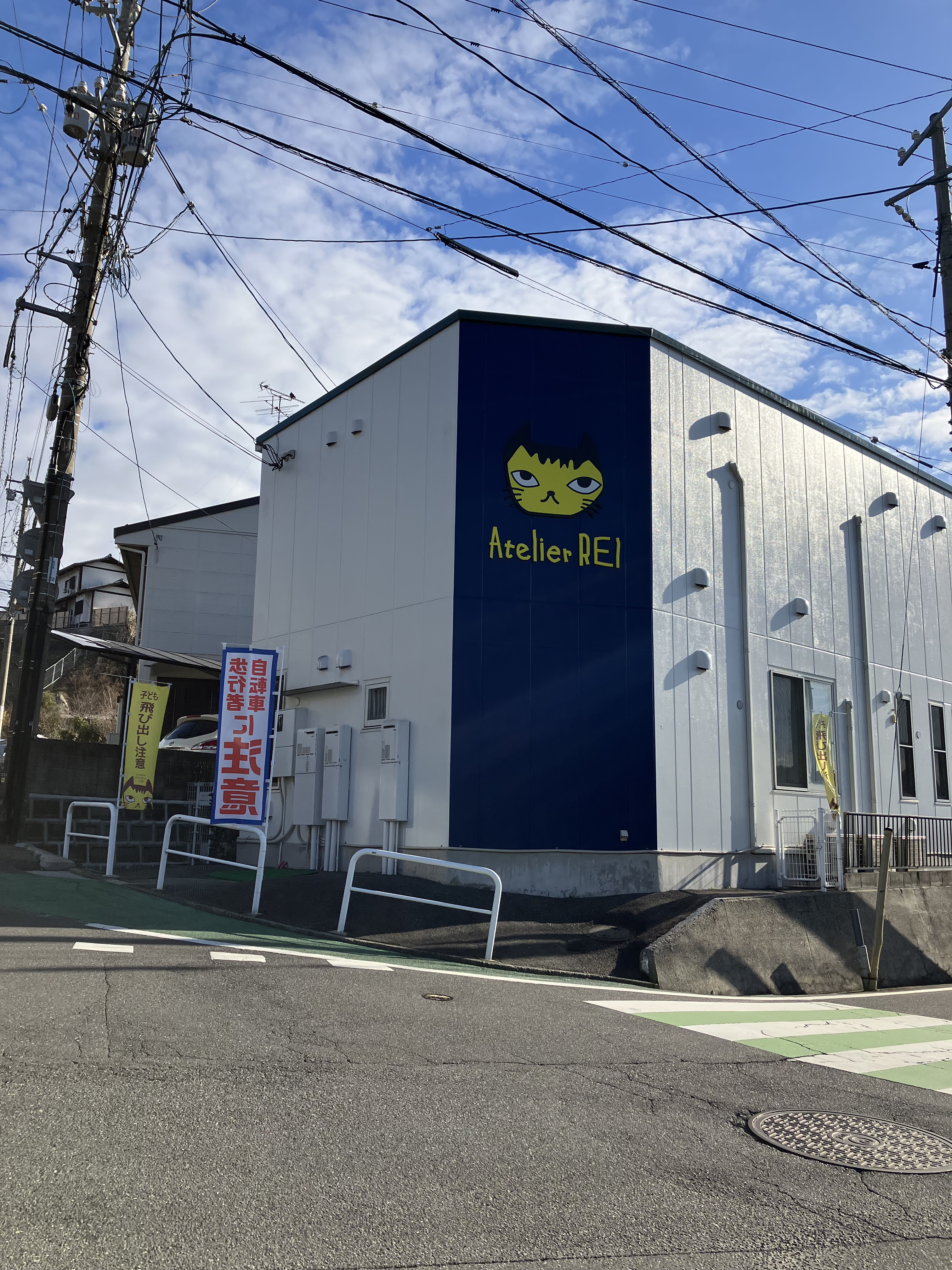
アトリエREIレイ

2008年に保育園「アトリエREIレイこども舎」を創立。自由な発想のできる場所づくりに取り組む。
2019年、ひろしまインターネット美術館賞受賞。

## 著書
- 『「アート保育」のすすめ』幻冬舎、2024年11月26日。ISBN 978-4344949478。

## 所属
- アトリエREIレイ（主宰）
- 新エコールドパリ浮世・絵美術家協会（創立会員）
- 二科会（同人）
- JIAS日本国際美術家協会（会員）